# ノーマン・サガード
ノーマン・サガード(Norman Earl Thagard、1943年7月3日-)アメリカ合衆国の科学者、アメリカ海兵隊大尉、海軍飛行士、アメリカ航空宇宙局の宇宙飛行士である。1995年3月14日にソユーズTM-21でミールEO-18ミッションに参加し、ロシアの宇宙船で宇宙に行った最初のアメリカ人となった。

## 経歴
サガードは、様々な学位取得の要件を満たしながら、研究や教育の多くのポストに就いた。
1966年9月、彼はアメリカ海兵隊予備役に入隊した。1967年には大尉になり、1968年には海軍航空士となって、第333海兵戦闘攻撃飛行隊に所属してサウスカロライナ州のビューフォート海兵隊航空基地でF-4に乗った。第115海兵戦闘攻撃飛行隊に所属していた1969年から1970年の間に、ベトナム戦争で163回出撃した。アメリカ合衆国に帰還後は、ビューフォート海兵隊航空基地の第251海兵戦闘攻撃飛行隊で兵器に携わった。
サガードは1971年に学業を再開し、電気工学をさらに学び、医学の学位も取得した。 NASAに加わる前は、サウスカロライナ医科大学の内科でインターンを行っていた。医師免許を持っている。
パイロットとしては、2200時間以上の飛行経験を持ち、その大部分がジェット機である。

## NASAでのキャリア
サガードは、1978年1月にNASAによって宇宙飛行士の候補に選ばれた。1979年8月に1年間の訓練と評価を終え、将来のスペースシャトルミッションのミッションスペシャリストとして任命された。5度の宇宙飛行を経験し、140日間を宇宙で過ごした。1983年のSTS-7、1985年のSTS-51-B、1989年のSTS-30ではミッションスペシャリスト、1992年のSTS-42ではペイロードコマンダー、1995年のミールEO-18ではリサーチャーを務めた。
サガードの最初の宇宙飛行は、1983年6月18日にフロリダ州のケネディ宇宙センターから打ち上げられたSTS-7であった。これはチャレンジャーの2度目の飛行で、5人の乗組員全員にとって初の宇宙飛行であった。ミッションの間、乗組員はカナダ(ANIK C-2)とインドネシア(Palapa B1)の人工衛星を展開し、カナダが組み立てたシャトル・リモート・マニピュレータ・システムを用いて初めてのシャトルパレット衛星(SPAS-01)の展開と回収を行い、自由飛行する衛星(SPAS-01)とオービタの編隊飛行を初めて行い、アメリカ合衆国とドイツの初めての共同材料科学ペイロード(OSTA-2)を運用し、連続流電気泳動システム(CFES)及び単分散系ラテックスリアクタ(MLR)の実験を行い、さらに7つのetaway Special(GAS)を起動した。この飛行中、サガードは様々な医学試験を行い、宇宙飛行士が宇宙に適応する際の生理学的変化のデータを集めた。彼はまた回転するSPAS-01をシャトル・リモート・マニピュレータ・システムを用いて回収した。ミッションは147時間に及び、1983年6月24日にカリフォルニア州のエドワーズ空軍基地に着陸した。
サガードの次の飛行は1985年8月29日にケネディ宇宙センターから打ち上げられたSTS-51-Bで、スペースラブ3号のミッションである。上昇と再突入の際には、船長とパイロットを補佐した。168時間のミッションで、NUSAT衛星の展開、Research Animal Holding Facility (RAHF)に入れられた24匹のラットと2匹のリスザルの世話等が行われた。その他には、Geophysical Fluid Flow Cell (GFFC)、Urinary Monitoring System (UMS)、Ionization States of Solar and Galactic Cosmic Ray Heavy Nuclei (IONS)の実験等が行われた。地球を110周した後、1985年5月6日にエドワーズ空軍基地に着陸した。
彼の次の飛行はSTS-30で、1989年5月4日にケネディ宇宙センターからアトランティスで打ち上げられた。この4日間のミッションで、乗組員は金星探査機マゼランを展開した。これは史上初のスペースシャトルからの惑星探査機の展開となった。マゼランは1990年代中旬に金星に到着し、特殊なレーダー装置を用いて金星の表面全体の地図を作製した。さらに、流体や化学、電気嵐等の二次ペイロードでの実験も行われた。97時間で地球を64周し、1989年5月8日にエドワーズ空軍基地に着陸した。
ディスカバリーで行われたSTS-42では、ペイロードコマンダーを務めた。1992年1月22日にケネディ宇宙センターから打ち上げられた。International Microgravity Laboratory-1で行われた広範な科学分野の55の実験は11か国の科学者から提案されたものだった。地球を128周する間に、ミッションの主要な目的である材料形成や生命科学における微小重力の影響も調査された。このユニークな実験室で、乗組員は2交代制で24時間実験を行った。実験には、タンパク質や半導体結晶の成長に対する微小重力の影響調査等があった。また植物、組織、細菌、昆虫、ヒト前庭の無重力に対する反応も調べられた。8日間のミッションが終わり、1992年1月30日にエドワーズ空軍基地に着陸した。
彼にとっての最後のミッションで、サガードはミールEO-18の乗組員となった。115日間で28の実験が行われた。1995年3月14日にカザフスタンのバイコヌール宇宙基地から打ち上げられ、1995年7月7日にアトランティスでケネディ宇宙センターに着陸した。